# OnePlus One
OnePlus One (ワンプラス ワン)は、中国のOnePlusによって開発された、第4世代移動通信システム対応のSIMフリーAndroidスマートフォンである。